# Souphanouvong
Príncipe Souphanouvong (Luang Prabang, 13 de julho de 1909 — Vietnã, 9 de janeiro de 1995) foi um político laociano e primeiro presidente do país, com gestão entre 2 de dezembro de 1975 e 15 de agosto de 1991, sob o Partido Popular Revolucionário do Laos, de caráter socialista. Ao lado de seus irmãos Souvanna Phouma e Boun Oum, foi um dos "Três Príncipes", representantes da política comunista no Leste Europeu.

## Atividades políticas

### Movimento anticolonial
Depois que os japoneses se renderam no final da Segunda Guerra Mundial, ele entrou em contato com o Viet Minh para buscar seu apoio à independência do Laos e contra o domínio colonial francês. Em Hanói, ele também se encontrou com o líder do Viet Minh Ho Chi Minh, que muito o impressionou. Como resultado, Souphanouvong juntou-se ao movimento comunista indochinês e tornou-se um dos líderes do movimento de libertação nacional Lao Issara. Ele primeiro serviu como seu presidente provincial em Thakhek, depois como ministro das Relações Exteriores do governo Lao Issara e comandante-em-chefe do Exército para a Libertação e Defesa do Laos (Armée de libération et de défense lao).
Ao contrário de outros membros do movimento de libertação nacional, Souphanouvong acreditava que o Laos só poderia se libertar do domínio francês em aliança com o Viet Minh e queria que Lao Issara e Việt Minh se unissem em uma luta em toda a Indochina contra o domínio francês. Em 1 de novembro de 1945, Souphanouvong assinou um Acordo de Assistência Mútua entre Lao Issara e Viet Minh. Durante a batalha de Thakhek em 21 de março de 1946, Souphanouvong e suas forças foram derrotados pelos franceses e, como resultado, ele foi ferido e fugiu através do rio Mekong para Bangkok, Tailândia. Lá, como outros líderes do Laos Issara, ele permaneceu no exílio pelos três anos seguintes. Em março de 1949, ele renunciou ao cargo de ministro das Relações Exteriores do governo no exílio após conflitos sobre a questão da cooperação contínua com o Viet Minh.

### Líder do Pathet Lao
Em agosto de 1950, Souphanouvong convocou o primeiro congresso da Frente de Liberdade do Laos (Neo Lao Issara), mais conhecida como Pathet Lao, que serviu como veículo para o desafio comunista ao domínio francês. Emergiu da ala radical do Laos Issara em 1950 após a divisão e foi apoiado pelo Vietnã do Norte. Em 13 de agosto de 1950, foi eleito presidente do Congresso da Frente de Liberdade do Laos, que se reuniu na sede do Viet Minh em Tuyen Quang, Vietnã do Norte. Como resultado, tornou-se famoso sob o nome de "O Príncipe Vermelho". No entanto, o movimento foi liderado pelo político comunista Kaysone Phomvihane e Souphanouvong foi mais uma figura de proa nele.
Souphanouvong, pelo menos inicialmente, não era um comunista comprometido. Ele se juntou ao Pathet Lao por causa de conflitos pessoais com a liderança de Lao Issara. Em uma conversa com um diplomata americano em Bangcoc em 1949, ele descreveu o Laos como um "país budista sem classe no qual as teorias comunistas não tinham base". Ele propôs um Laos independente, com ajuda americana, como um amortecedor neutro contra a propagação do comunismo na Ásia. Não se pode descartar que Souphanouvong fosse realmente tão sem noção, uma vez que o círculo próximo de líderes dos comunistas vietnamitas e laocianos era extremamente secreto e mantinha seu programa marxista-leninista estritamente secreto dos estrangeiros, que provavelmente incluíam Souphanouvong. Objetivos radicais como a espoliação, a guerra de classes e a abolição da monarquia não teriam atraído a grande maioria da população do Laos com suas crenças budistas. No entanto, todas as declarações de Souphanouvong foram tratadas com cautela, já que, segundo dois contatos americanos, ele era um "mentiroso perfeito".
Sua orientação pró-vietnamita talvez tenha sido mais decisiva. Ele passou grande parte de sua vida adulta, estudando e trabalhando no Vietnã, e foi casado com uma mulher vietnamita. Como resultado, ele teve mais interações com vietnamitas do que com laocianos de sua geração, e indiscutivelmente uma maior afinidade intelectual com vietnamitas educados, que ele percebia como mais dinâmicos, do que com as elites do Laos, a quem ele descreveu como apolítico e passivo. Ele é, portanto, parte de uma tradição de muitos aristocratas na história do Laos que buscaram o apoio de um dos dois grandes vizinhos - Tailândia ou Vietnã - a fim de ganhar ou manter o poder.
Souphanouvong juntou-se ao Partido Popular do Laos (que mais tarde se tornou o Partido Revolucionário do Povo do Laos) em 1955, mas não fez parte de sua liderança. No entanto, tornou-se presidente da Frente Patriótica do Laos (Neo Lao Hak Sat), fundada em 1956, e na qual sindicatos, associações de mulheres e camponeses também estavam representados. Durante o governo de unidade nacional sob seu meio-irmão neutralista Souvanna Phouma, ele foi Ministro do Planejamento, Reconstrução e Desenvolvimento Urbano de 1957 a 1958. Em maio de 1958, foi eleito deputado por Vientiane na Assembleia Nacional do Laos com o maior número de votos entre todos os candidatos em todo o país.
No entanto, o governo de unidade entrou em colapso e o novo governo sob o primeiro-ministro Phoui Sananikone mandou prender Souphanouvong e outros representantes do Pathet Lao em julho de 1959. Em maio de 1960, o grupo conseguiu escapar para o quartel-general das forças pró-comunistas em Sam Neua, na província de Houaphan. Souphanouvong continuou a defender a cooperação lao-neutralista e contribuiu para as negociações que levaram ao Acordo Internacional sobre a Neutralidade do Laos, que foi assinado em Genebra em 1962. No segundo governo de unidade que se seguiu, Souphanouvong foi nomeado vice-primeiro-ministro e ministro da Economia e Planejamento. Após o assassinato do esquerdista ministro das Relações Exteriores Quinim Pholsena em 1 de abril de 1963, Souphanouvong deixou o governo e recuou novamente para a base de Pathet Lao em Sam Neua.
Somente em 1967 professou publicamente o marxismo-leninismo. Se isso refletia suas convicções ideológicas autênticas ou se era um cálculo de poder permanecia questionável.
Souphanouvong tentou novamente criar uma aliança de Pathet Lao e neutralistas para acabar com a Guerra Civil do Laos, na qual seu filho mais velho foi morto. Em 1972 e 1973, esteve novamente envolvido em negociações que levaram ao terceiro governo de unidade, no qual não assumiu nenhum cargo ministerial. No entanto, presidiu ao Conselho Consultivo Político Nacional, que elaborou o programa de 18 pontos que norteou as políticas do governo.

### Presidente da República Democrática Popular do Laos
Ele foi eleito presidente da Assembleia Nacional de 1958 a 1959, após o sucesso nas eleições de 1958.
Após a tomada bem-sucedida do poder em 1975, ele se tornou o primeiro presidente da República Democrática Popular do Laos, cargo que ocupou até 1991.  Após 1986, Phoumi Vongvichit atuou em seu lugar como presidente, embora Souphanouvong ainda mantivesse o título presidencial. Kaysone Phomvihane sucedeu-lhe como presidente em 1991. Foi presidente da Assembleia Popular Suprema de 1975 a 1988.
 

Em 1991, tornou-se conselheiro do Comitê Central do partido.